# The Prospector
The Prospector è un cortometraggio muto del 1912 diretto e interpretato da Arthur Mackley. Il soggetto è tratto da una storia scritta dal regista.

## Produzione
Il film, un western, fu prodotto da Gilbert M. 'Broncho Billy' Anderson per l'Essanay Film Manufacturing Company. Venne girato a Niles. Gilbert M. Anderson, fondatore della casa di produzione Essanay (che aveva la sua sede a Chicago), aveva individuato nella cittadina californiana di Niles il luogo ideale per trasferirvi una sede distaccata della casa madre. Niles diventò, così, il set dei numerosi western prodotti da Anderson.

## Distribuzione
Distribuito dalla General Film Company, il film - un cortometraggio a una bobina - uscì nelle sale cinematografiche USA il 12 dicembre 1912.